# Fraser (fiume)
Il Fraser è un fiume del Canada lungo 1.370 km che nasce nella Columbia Britannica al confine con l'Alberta, all'interno del Parco nazionale Jasper. Inizialmente scorre lento verso nordovest, nei pressi di Prince George vira verso sud. Accolto l'affluente Nechako, le rive si innalzano fino a 50-100 m di altezza e la velocità di flusso aumenta. Attraversa il Fraser Canyon che nel punto più stretto, Hells Gate, è largo appena 35 metri, con le pareti alte più di un chilometro. Il luogo è visitabile grazie ad una cabinovia. 
Bagna le città di Lytton, Hope (vicino al quale comincia a dirigersi a ovest, verso il Pacifico), Chilliwack. Sfocia presso Vancouver.
Ha un bacino di 233.100 km² ed una portata di 3.540 m³/s.
Prende il nome da quello dell'esploratore Simon Fraser.
Dal 1998 è tra i fiumi protetti del Canada.

## Affluenti
- Brunette
- Coquitlam
- Pitt
- Stave
- D'Herbomez
- Norrish
- Sumas
- Harrison
- Ruby Creek
- Coquihalla
- Emory
- Spuzzum
- Anderson
- Nahatlatch
- Thompson
- Stein
- Seton
- Bridge
- Churn
- Chilcotin
- Williams Lake
- Quesnel
- Cottonwood
- West Road (Blackwater)
- Nechako
- Salmon
- Willow
- McGregor
- Bowron
- Torpy
- Morkill
- Goat
- Doré
- Holmes
- Castle
- Raush
- Kiwa
- Tete
- McLennan
- Swiftcurrent
- Robson
- Moose